# John Stockwell
John Stockwell (Galveston, Texas, 25 de março de 1961) é um ator e diretor de cinema norte-americano. Como ator, trabalhou no filme Christine, o Carro Assassino, de John Carpenter (1983), ao lado de Keith Gordon e Harry Dean Stanton. Como diretor, realizou o filme de terror Turistas, de 2006.

## Carreira
- So Fine (1981)
- Christine (1983)
- Quarterback Princess (1983) (TV)
- Eddie and the Cruisers (1983)
- Losin' It (1983)
- North and South (minissérie) (1985)
- City Limits (1985)
- My Science Project (1985)
- Radioactive Dreams (1985)
- Dangerously Close (1986)
- Top Gun (1986)
- Born to Ride (1991)
- Nixon (1995)
- I Shot a Man in Vegas (1995)
- Aurora: Operation Intercept (1995)
- Breast Men (1997)
- Legal Deceit (1997)
- Stag (1997)
- The Nurse (1997)
- Cheaters (2000)
- Crazy/Beautiful (2001)
- Blue Crush (2002)
- Into the Blue (2005)
- Turistas (2006)
- Middle of Nowhere (2008)
- Heart (2009)